# Buchbinder

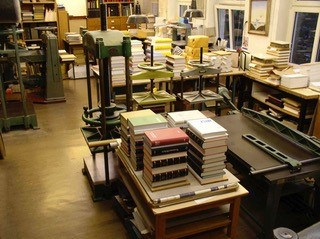
Buchbinderei in Hamburg

Buchbinder ist eine Berufsbezeichnung und in einigen Staaten die Bezeichnung für den dazugehörigen Ausbildungsberuf. Der Buchbinder bringt das Buch in seine endgültige Form und stellt den Einband her. Er nimmt damit den abschließenden Arbeitsgang der Buchherstellung nach Beendigung von Redaktion, Satz, Layout und Druckarbeiten vor, also die Herstellung und Verbindung der den Buchblock umschließenden äußeren Hülle mit allen Schritten vom Ordnen und Zusammenfügen der Lagen bis hin zur künstlerischen Gestaltung.
Ebenso kann der Buchbinder die Veränderung bereits vorhandener Einbände vornehmen, so zum Zwecke der Reparatur eines Bandes oder historisch vor allem im Barock zur Vereinheitlichung des Aussehens einer Bibliothek.
Obwohl der Bucheinband und die Notwendigkeit seiner Herstellung so alt ist wie der Kodex selbst, ist Buchbinderei als Gewerbe erst im späten Mittelalter entstanden. Es blieb eine rein handwerkliche Tätigkeit, bis sich im 19. Jahrhundert im Zuge des aufkommenden Verlegereinbandes die maschinelle Großproduktion etablierte. Heute ist Buchbinder ein Lehrberuf, der sich in drei Fachrichtungen unterteilt. Dabei dominiert der Bereich industrieller Fertigung und damit die Anzahl der Buchbinder, die die maschinelle Serienfertigung begleiten, deutlich gegenüber jenen, die Bücher weiterhin vollständig handwerklich herstellen.

## Geschichte des Buchbinders im deutschsprachigen Raum

### Der Klosterbuchbinder
Die Kunst des Buchbindens entwickelte sich dort, wo Bücher geschrieben und eingesetzt wurden – im klerikalen Raum der Kirchen und Klöster. Weil es den Berufsstand des Buchbinders zu dieser Zeit noch nicht gab, da die Anzahl der zu bindenden Bücher zu gering war und damit folglich kein Lebensunterhalt verdient werden konnte, waren es zuerst die Mönche, die die von ihnen geschriebenen Bücher auch banden und illuminierten. Später wurden in Klöstern nicht nur Bücher für den Eigenbedarf, sondern auch Auftragsarbeiten für Außenstehende gebunden. Gegen Ende des 15. Jahrhunderts wurde in einigen Klöstern das Buchbinden sogar gewerbsmäßig betrieben. Allerdings handelte es sich dabei eher um kleinere, weniger begüterte Häuser, in reicheren Klöstern war das Handwerk zu diesem Zeitpunkt schon so gut wie zum Erliegen gekommen.

### Die Anfänge bürgerlichen Buchbindens

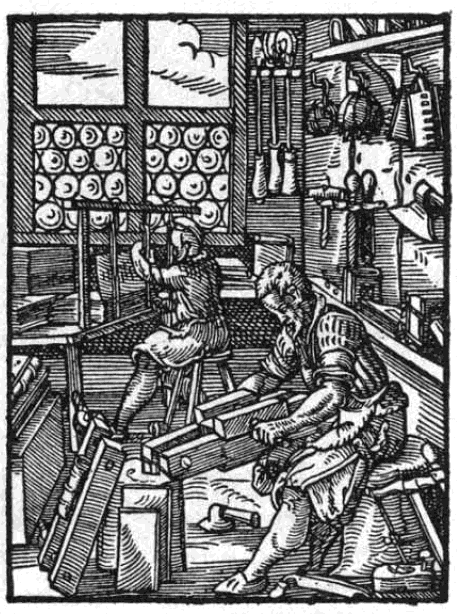
Buchbinderwerkstatt (1568)

Analog dazu kam der bürgerliche Buchbinder dort auf, wo ebenfalls ein großer Bedarf an Büchern vorhanden war – in den Zentren geistigen Lebens, vor allem in Universitätsstädten. Einige Quellen sprechen von ersten Anzeichen dafür schon im 12. Jahrhundert, andere führen Belege ab dem 13. Jahrhundert an. Von einer größeren Verbreitung kann man jedoch erst gegen Ende des 15. Jahrhunderts sprechen, hauptberufliche Buchbinder finden sich zu dieser Zeit in fast allen größeren Universitäts- und Handelsstädten.
Ein spezielles Phänomen stellten die „Studentenbuchbinder“ in den siebziger und achtziger Jahren des 15. Jahrhunderts dar: Im Zuge der Vielzahl neuer gedruckter Bücher war der Bedarf an Buchbindern so groß, dass sich in der Studentenschaft einige fanden, die sich die grundlegenden Handgriffe selbst beibrachten, um sich auf diese Weise einen Nebenverdienst zu erwirtschaften. Doch nicht alle, die immatrikuliert waren und für die Universität banden, studierten auch selbst. Vielfach handelte es sich bei ihnen um voll ausgebildete, hauptberufliche Buchbinder, die lediglich die Privilegien einer Zugehörigkeit zur Universität auszunutzen wussten, wie beispielsweise die Steuerfreiheit. Sie lebten zusammen mit den anderen Studenten in Studentenheimen, wo sie auf kleinstem Raum ihre Arbeiten durchführten.
„Auch-Buchbinder“, wie die Studenten, gab es jedoch auch außerhalb der Universitäten. Denn noch war das Buchbinden ein freies Handwerk, das keinen zünftigen Regeln unterlag. Jeder, der es beherrschte, wie auch immer er sich seine Kenntnisse angeeignet hatte, konnte als Buchbinder tätig werden. Trotzdem war es noch ein selten vertretenes Handwerk, so dass die wenigen Buchbinder sehr gefragt waren. Da Besitzer wertvoller Bücher oft nicht bereit waren, diese zum Binden fortzugeben, reisten viele Buchbinder als fahrende Handwerker umher.

### Das aufkommende Zunftwesen

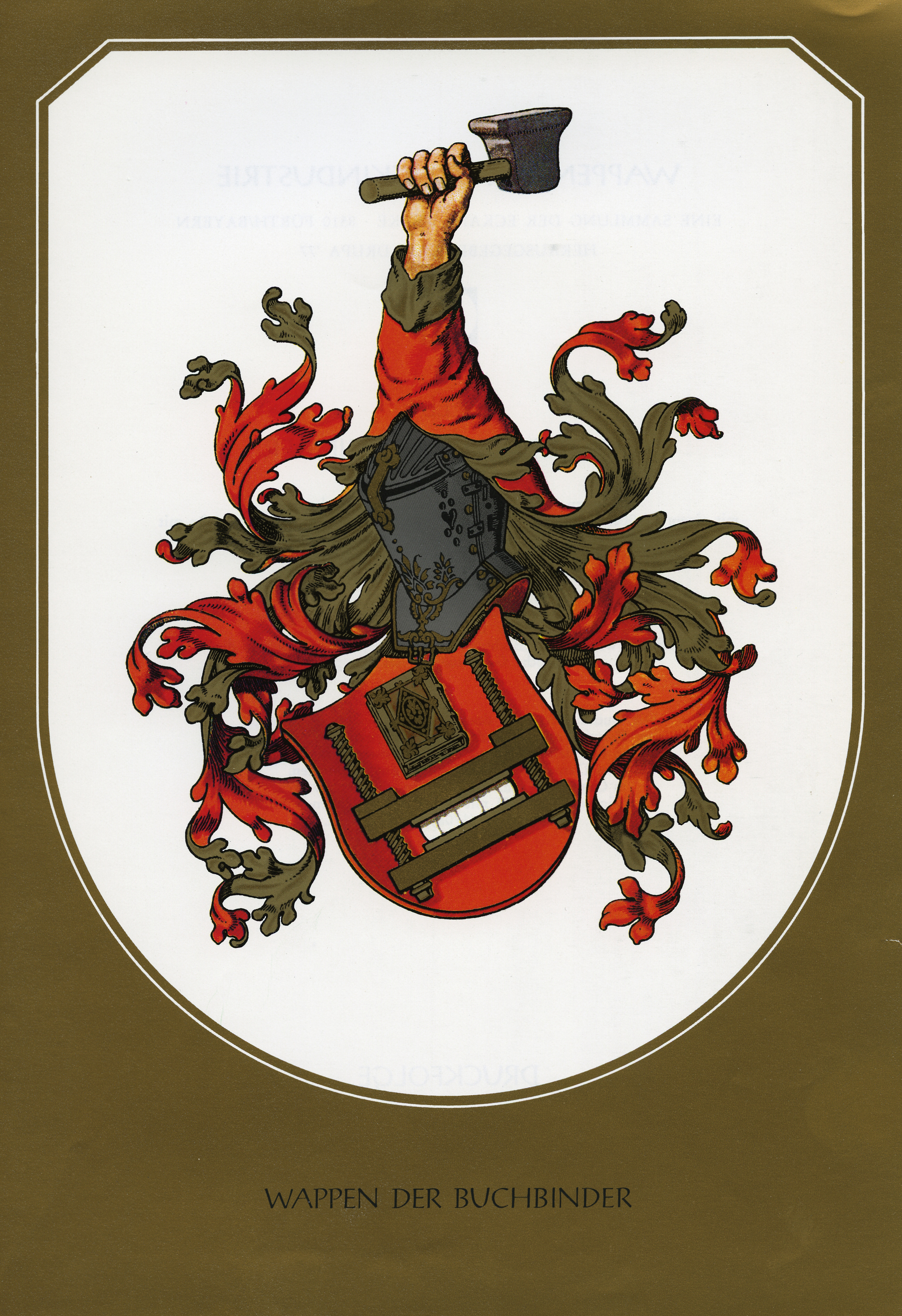
Wappen der Buchbinder

Um die Wende des 15. zum 16. Jahrhundert entwickelte sich eine lebhafte Konkurrenz zwischen den beiden noch parallel existierenden Zweigen klösterlicher und bürgerlicher Buchbinderei. Noch immer hatte sich kein definiertes Gewerbe herausgebildet, die Grenzen zwischen den verschiedenen Handwerken waren noch in der gesamten ersten Hälfte des 16. Jahrhunderts fließend. Während auch Spielkartenmacher sich mit dem Binden von Büchern verdingten, trieben Buchbinder meist auch Buchhandel, gefördert durch die Tatsache, dass sie von Druckern oft in Rohbogen bezahlt wurden und als einzige in der Lage waren, dem Kunden ein fertiges Produkt an die Hand zu geben.
Die Buchbinderei knüpfte immer engere Kontakte zum gesamten Buchwesen, das durch reformatorische und humanistische Strömungen an Bedeutung gewann. Der gestiegene Bücherbedarf in großen Teilen der Bevölkerung förderte das bürgerliche Handwerk, das langsam die Oberhand gegenüber klösterlichen Buchbindern gewann. Erste Städte erließen Auflagen und Reformen, die dem bürgerlichen Handwerk Vorteile verschafften und das klösterliche weiter zurückdrängten. Besonders in Basel hatten bürgerliche Buchbinder schon zu Beginn des 16. Jahrhunderts einen guten Stand. Hier organisierten sich die Buchbinder auch erstmals in einer Zunft. Schon um 1480 wurden sie der Safranzunft angegliedert, einer Krämerszunft, der u. a. auch Drucker und Buchführer angehörten. Zwei Jahrzehnte später, ab 1502, dienten die Straßburger in der Zunft zur Stelze, Augsburg und Wittenberg folgten erst in den 1530ern. In der zweiten Jahrhunderthälfte stieg die Zahl der Zünfte, Gilden oder Innungen, wie sie je nach regionaler Lage genannt wurden, kontinuierlich an. In Städten, in denen die Buchbinderei weit entwickelt war und die viele Meister hatten, entstanden selbstständige Zünfte, die meisten jedoch wurden mit anderen Gewerben in einer Ordnung zusammengefasst. Die vollständige Verbreitung bis hinein in ländliche Regionen dauerte zwar noch an, aber gegen Ende des 17. Jahrhunderts war jeder Buchbinder zünftig. Gab es in einem Ort keine Zunft, wurden die ansässigen Meister verpflichtet, sich der nächsten erreichbaren anzugliedern.

### Das Leben in der Zunft

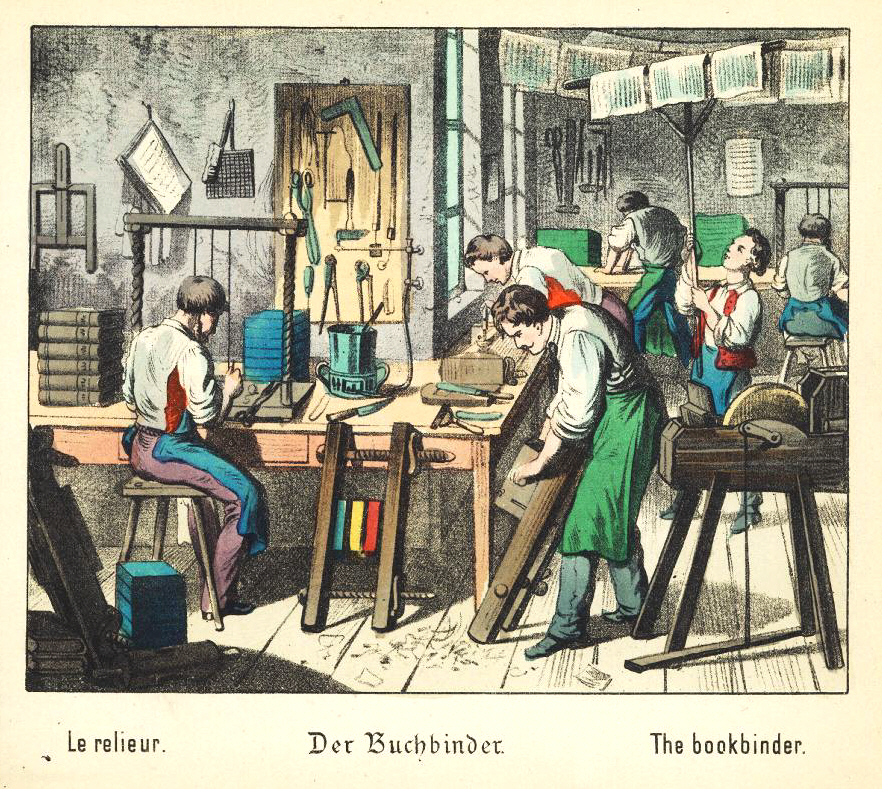
Der Buchbinder (aus Was willst du werden (1880))

Die wesentlichen Ziele der zünftigen Organisation waren wirtschaftlicher und sozialer Natur. Sie gingen über die einer Berufsgemeinschaft weit hinaus, bildeten Lebensgemeinschaften mit eigenen Regeln, Bräuchen und Traditionen. Auf der einen Seite bot erst die Zugehörigkeit zur Zunft die Möglichkeit zur Berufsausübung und sicherte jedem Mitglied die Bürgerrechte, auf der anderen Seite brachte sie auch viele Pflichten mit sich. Grundlage des Zusammenlebens war das Nahrungsprinzip: Jeder sollte sich mit seiner Arbeit eine Lebensgrundlage schaffen können. Die Regelung der Produktion, um jedem den gleichen Zugang zu Material und Aufträgen zu sichern, gehörte damit zu den wichtigsten Aufgaben der Zünfte.
Die Ausbildung zum Buchbinder im Rahmen der Zünfte erfolgte in den Haushalten der Meister. Bis zu seiner Gesellenprüfung lebte und arbeitete der Lehrling zusammen mit der Meisterfamilie. Einerseits wurde er wie ein Familienmitglied behandelt, andererseits aber hatte er auch dienende Aufgaben. Das Erlernen des Handwerks geschah durch schlichte Einbeziehung. Zusehen, Nachahmen und Helfen sicherten die technischen Fertigkeiten und das Wissen über Werkstoffe und deren Handhabung. Mit dem Aufstieg zum Gesellen verbunden war der Wanderzwang, der vordergründig der Erweiterung der Kenntnisse dienen sollte. Da jedoch, wer eine Meisterswitwe oder -tochter heiratete, meist davon befreit wurde, geht die Literatur von einer Maßnahme zur Konkurrenzminderung aus. Die Zahl der Meister an einem Ort sollte nicht zu groß werden, um den Gewinn der Alteingesessenen nicht zu schmälern. Um sich nach bestandener Meisterprüfung niederlassen zu können, war es daher in den meisten Fällen nötig, zu warten, bis durch Tod eine Stelle frei wurde.

### Hofbuchbinder
Einige Buchbinder erhielten nach besonderen Aufträgen Prädikate verliehen: Hofbuchbinder, Ratsbuchbinder oder auch Universitätsbuchbinder. Aufträge von Herrscherhäusern kamen unter anderem von bibliophilen Fürsten, aber auch zur Herstellung repräsentativer diplomatischer Geschenke wie Grußadressen, Erinnerungsmappen, Diplomen, Mappen zu Auszeichnungen oder auch prachtvoller Einbände von Musikhandschriften. Alle großen Höfe des Absolutismus in Europa beschäftigten Hofbuchbinder. Hofhandwerker durften mehr als zwei Gesellen beschäftigen. Sie gehörten nicht dem Hofstaat an, durften aber mit dem Prädikat werben. Sie bekamen für die Vergoldung von Einbänden Stempel oder Platten zum Beispiel mit Wappen der Herrscherhäuser ausgeliehen, ebenso Mustereinbände für weitere Arbeiten. Hofbuchbinder und ihre Familien führten teilweise auch Nebenarbeiten aus. So musste Jacob Krause auch als Bibliothekar und Bucheinkäufer für Kurfürst August den Starken arbeiten. Weitere bekannte Hofbuchbinder waren Johannes Selenka und Lukas Weischner. Der Begriff Hofbuchbinder wurde bis in die Zeit industrieller Buchproduktion auch für Verlagseinbände verwendet, so von der Buchbinderei Hermann Scheibe (Hermann Scheibe, Wien, k. und k. Hof-Buchbinder).

### Vom Zunftwesen zur Gewerbefreiheit
Bis zum Ende des 18. Jahrhunderts hielt das Handwerk am Zunftwesen als Bastion ausschließlicher Arbeitsausübung fest. Darunter leiden musste die Kundschaft, denn Neuerungen, die eine schnellere oder billigere Ausübung der Tätigkeiten ermöglicht hätten, wurden von den Zünften nicht zugelassen. Obwohl hochwertig gebundene Bücher Luxusgegenstände und eher günstigere Arbeiten gefragt waren, hielt man über drei Jahrhunderte an den alten Methoden und Techniken fest.
Erst mit der französischen Revolution begann sich die Idee der freien Berufsausübung durchzusetzen. Auch in Deutschland mussten sich die Zünfte dem Druck von außen beugen und lockerten Zug um Zug ihre Ordnungen zugunsten einer größeren Freiheit in der Produktion, im Vertrieb und in der Beschäftigung an sich. In Preußen ging man sogar direkt zu einer vollständigen Gewerbefreiheit über. Die plötzliche Konkurrenz führte nicht selten zu großer Armut aufgrund schlechter Auftragslage. Für gut ausgebildete Buchbinder lag es deshalb nahe, sich sofort erneut zu organisieren. Aus den ehemaligen Zünften entstanden so im 19. Jahrhundert die Vorläufer heutiger Gewerkschaften und Berufsverbände, die Gewerbeverbände und Handwerksinnungen.

### Der Buchbinder als Fabrikarbeiter

Großbuchbinderei (1900)

Der schnell wachsende Buchmarkt des beginnenden 19. Jahrhunderts und die zunehmende Industrialisierung bedingten aber auch eine gegenläufige Entwicklung. Eine große Zahl neuer Bücher sollte preisgünstig und schnell und dazu einheitlich gebunden auf den Markt gebracht werden. Dies war eine Nachfrage, die von der Handbuchbinderei schnell nicht mehr befriedigt werden konnte. Hatten sich zunächst einige Werkstätten unter der Führung zukunftsorientierter Buchbinder schon zu Großbuchbindereien auf der Basis handwerklicher Arbeit entwickelt, entstanden ab Mitte des Jahrhunderts fabrikähnliche Großbetriebe unter massivem Maschineneinsatz, die sogenannten Dampfbuchbindereien. Der individuelle Handwerkseinband wurde abgelöst vom massenproduzierten Verlegereinband. Die 1852 gegründete Leipziger Großbuchbinderei J. R. Herzog gilt als bahnbrechend für die moderne industrielle Buchgestaltung in Deutschland. In der 1868 hier gegründeten Großbuchbinderei Fikentscher arbeiteten um 1900 zeitweise über 2000 Buchbinder, darunter viele Frauen.
Neben der Mechanisierung war das zweite entscheidende Merkmal der neuen Arbeitsbedingungen die Zergliederung des Herstellungsprozesses in Einzeltätigkeiten. Nicht mehr das umfassende, die gesamte Tätigkeit betreffende Wissen war gefragt, sondern Spezialisierung und Schnelligkeit in der Ausführung. Aus den Buchbindern wurden hochspezialisierte Facharbeiter, einfachere Arbeiten wurden von schnell angelernten Kräften verrichtet, darunter vielfach Frauen, deren Lohn weit unter dem der Männer lag.
Die ersten Verlagseinbände waren noch stark an den handwerklichen Vorbildern orientiert, Maschinen erleichterten die Arbeit zwar schon grundlegend, viele Arbeitsschritte mussten aber weiterhin manuell vorgenommen werden. Besonders die abschließenden Arbeiten, wie die Herstellung der Einbanddecke verliefen in Handwerk und Großbetrieb so gut wie identisch. Entsprechende Maschinen wurden häufig erst nach der Wende zum 20. Jahrhundert entwickelt. Trotzdem war die Arbeit nicht vergleichbar. Während der Handwerksmeister nacheinander alle Arbeitsschritte erledigte, wurde in den Fabriken in Partien gearbeitet. Mehrere Personen arbeiteten zusammen, jeder hatte seine feste Aufgabe, die Bücher wurden durchgereicht wie am Fließband. Die Arbeit lief im Akkord.
Trotz der großbetrieblichen Konkurrenz existierten weiterhin handwerkliche Betriebe, die Einbände nach individuellen Vorstellungen realisierten. Die Arbeitsbedingungen waren aber für beide Seiten schlecht. Während es in der Fabrik grundsätzlich nur um Rationalisierung und Verbilligung ging, mussten kleinere Betriebe, um mithalten zu können, sparen, wo es möglich war. Gegen Ende des 19. Jahrhunderts bedeutete der Alltag eines Buchbinders viel Arbeit, wenig Verdienst und ärmliche Verhältnisse. Während in Frankreich und England von Seiten der Bibliophilie ein kunsthandwerkliches Schaffen des Handwerks weiterhin gefördert wurde, war der Buchbinder im deutschsprachigen Raum zu einem Dienstleister geworden, künstlerische Aspekte gingen in seiner Arbeit weitestgehend unter. Er war sogar oft darauf angewiesen, auf Nebentätigkeiten zur Bestreitung seines Lebensunterhaltes auszuweichen.

### Der Wandel in der Ausbildung

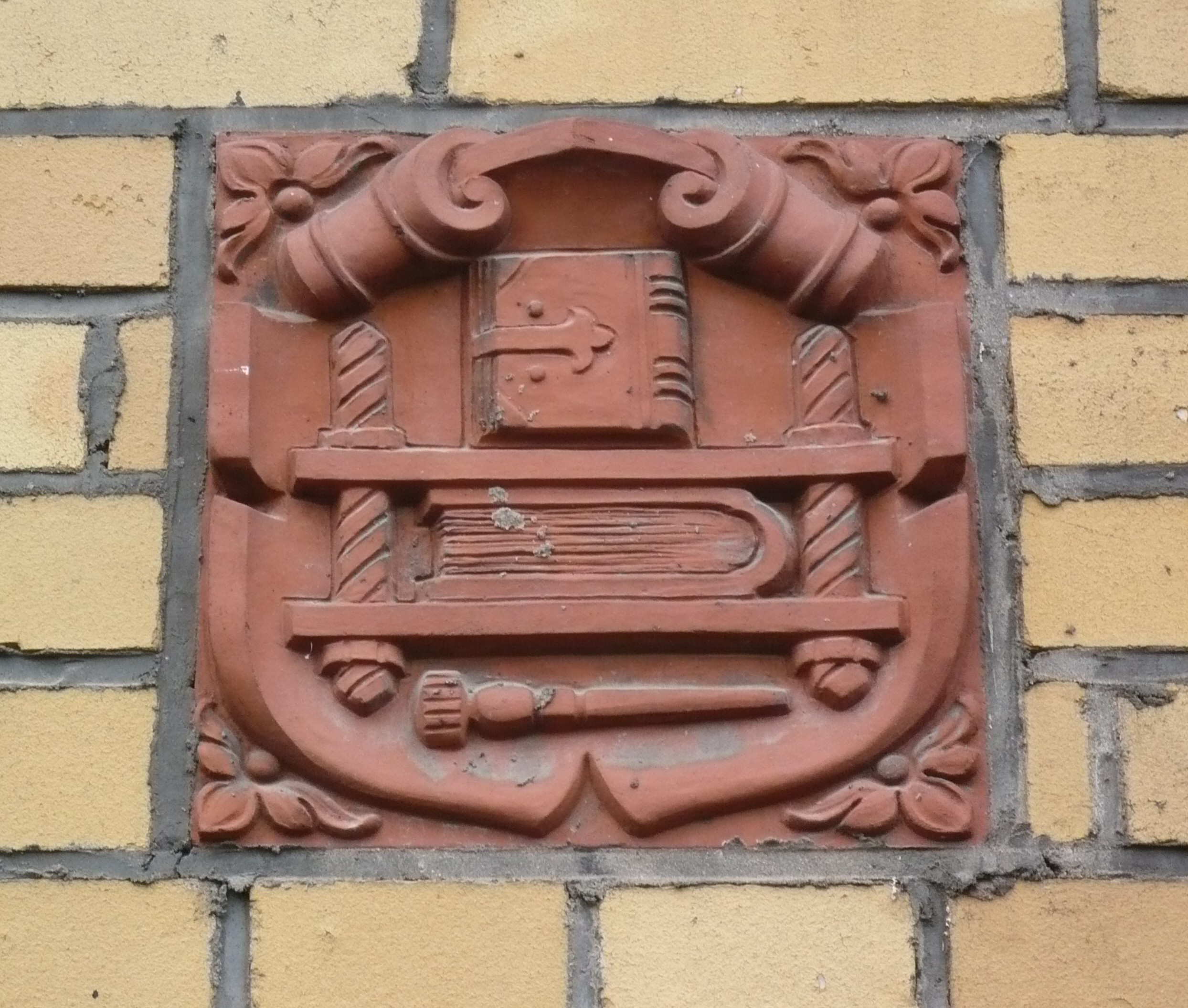
Werkzeuge von Buchbindern als Fassadenschmuck; 1896 gestaltet

Eine umfassende Ausbildung, die sämtliche buchbinderischen Tätigkeiten vermittelte, war im industriellen Bereich überflüssig geworden. Die Lehrlingsausbildung war spezialisiert und einseitig. Es ging weniger darum, grundlegendes Wissen zu vermitteln, als vielmehr billige Arbeitskräfte zu schaffen, oft wurde auch völlig auf Lehrlinge verzichtet. Die Ausbildung zum Buchbinder erfolgte weiterhin zum größten Teil in den Handwerksbetrieben.
Nach der Auflösung der Zünfte entwickelten sich die Gewerbe- und Handwerkervereine zu den Verantwortlichen für die Ausbildung. Weil auch im handwerklichen Bereich immer weniger Raum für eine ausreichende Schulung der angehenden Buchbinder blieb, begann man in der zweiten Hälfte des 19. Jahrhunderts über eine berufsschulische Erweiterung der Lehre nachzudenken. Zunächst eine freiwillige Ergänzung, wurde der Berufsschulunterricht bald schon obligatorisch. Zahlreiche private und staatliche Kunstgewerbeschulen nahmen Buchbindereiklassen in ihr Angebot auf. Auch Frauen erhielten um die Jahrhundertwende erstmals die Möglichkeit, Buchbinderinnen zu werden und nicht länger nur Hilfsarbeiten zu verrichten.

### Der Buchbinder im 20. Jahrhundert
Der Beginn des 20. Jahrhunderts brachte für die handwerklichen Buchbinder keine Verbesserung der Lebens- und Auftragsbedingungen. Geringere Vermögenswerte nach dem Ersten Weltkrieg, aber auch der Trend zu in Massen produzierter Unterhaltungsliteratur förderten den günstigeren Verlagseinband und schmälerten die Gewinne derer, die hochwertigere Einbände produzierten. Bücher wurden immer schnelllebiger, handwerkliche Einbände kaum noch lohnend. Die deutschen Verlage brachten ihre Ware zum größten Teil gebunden auf den Markt, selbst zu periodisch erscheinenden Zeitschriften wurden die Einbanddecken zum anschließenden Binden oft schon mitgeliefert.
Auch Aufträge durch Behörden wurden ab den 1930ern durch das Aufkommen sogenannter Regiebetriebe, die öffentlichen Stellen direkt zugeordnet waren, stark eingeschränkt. Besonders Gefängnisbetriebe wurden aufgrund der niedrigen Lohnkosten zu einer großen Konkurrenz auf diesem Gebiet. Lediglich Universitäten und andere Hochschulen sowie Bibliotheken, Museen und Archive sicherten lokalen Buchbindern durch ihren großen Bedarf weiterhin ein Einkommen.
Eine Buchbinderei, die tatsächlich als industriell bezeichnet werden kann, entwickelte sich allerdings erst nach dem Zweiten Weltkrieg. Bis zu diesem Zeitpunkt war die Arbeit in den Fabriken weiterhin stark von Handarbeit geprägt. Die Anstrengungen, die nun in die Weiterentwicklung der Techniken gesetzt wurden, brachten aber Konstruktionen hervor, die eine Verbindung und damit den Beginn einer Fertigungskette ermöglichten. In den folgenden drei Jahrzehnten wurde der Sprung von Einzelmaschinen hin zu teilweise vollautomatisierten Produktionssystemen geschafft. Heute ist die „Buchstraße“ in der industriellen Fertigung üblich. Der Buchbinder hat sich hier zum hochspezialisierten Automatenführer entwickelt.

## Der Ausbildungsberuf Buchbinder heute

### Deutschland
Gegenwärtig wird der Beruf Buchbinder in Deutschland in drei Fachrichtungen ausgebildet: Buchfertigung (Serie), Druckweiterverarbeitung (Serie) sowie Einzel- und Sonderfertigung.
Neben einer möglichen Meisterausbildung kann im Anschluss auch eine Weiterbildungsmaßnahme im Bereich Restaurierungsarbeiten folgen. Die Ausbildung ist auf drei Lehrjahre angesetzt und wird von theoretischem Berufsschulunterricht begleitet, der teilweise wöchentlich, teilweise aber auch in länderübergreifendem Blockunterricht stattfindet. Als Vorbildung reicht ein Hauptschulabschluss, die meisten Bewerber haben jedoch einen mittleren Schulabschluss.
Buchbinder, die sich in Gestaltung professionell weiterqualifizieren wollen, können sich zum Gestalter im Handwerk weiterbilden.

#### Buchbinder – Buchfertigung (Serie)
Der Auszubildende im Bereich der Buchserienfertigung arbeitet in der Regel bei großen Druckereien mit angeschlossener Buchbinderei oder in Betrieben der Druckweiterverarbeitung, die auf Bücher und Broschüren spezialisiert sind. Seine Aufgabe ist es, die einzelnen Maschinen in der Produktionsfolge zu bedienen, zu bestücken, zu überwachen und zu warten. In großen Unternehmen spezialisieren sich die Auszubildenden meistens auf spezielle Arbeitsfelder, wie beispielsweise Buchblock- oder Buchdeckenmacher. Zusätzlich gehört auch das Verpacken der fertigen Produkte zum Arbeitsprofil.

#### Buchbinder – Druckweiterverarbeitung (Serie)
Der Arbeitsplatz und die Aufgaben des Auszubildenden in der Druckweiterverarbeitung unterscheiden sich nicht wesentlich von dem in der Buchserienfertigung. Er stellt jedoch keine Bücher, sondern Zeitschriften, Kalender und Werbematerialien wie Broschüren und Prospekte, sogenannte Akzidenzdrucke her. Die Verpackung und Versendung der Endprodukte ist ein weiterer wesentlicher Bestandteil der Ausbildung. Auch hier wird meist eine Spezialisierung angestrebt, zum Beispiel auf die Arbeit an Falzmaschinen, Sammelhefter, Zusammentrage- oder Klebebindemaschinen. Der Arbeitsplatz ist oft in einer Zeitungsdruckerei. Da in der maschinellen Großproduktion heutzutage oft rund um die Uhr gearbeitet wird, gehören Nachtschichten zum Beruf dazu.

#### Buchbinder – Einzel- und Sonderfertigung

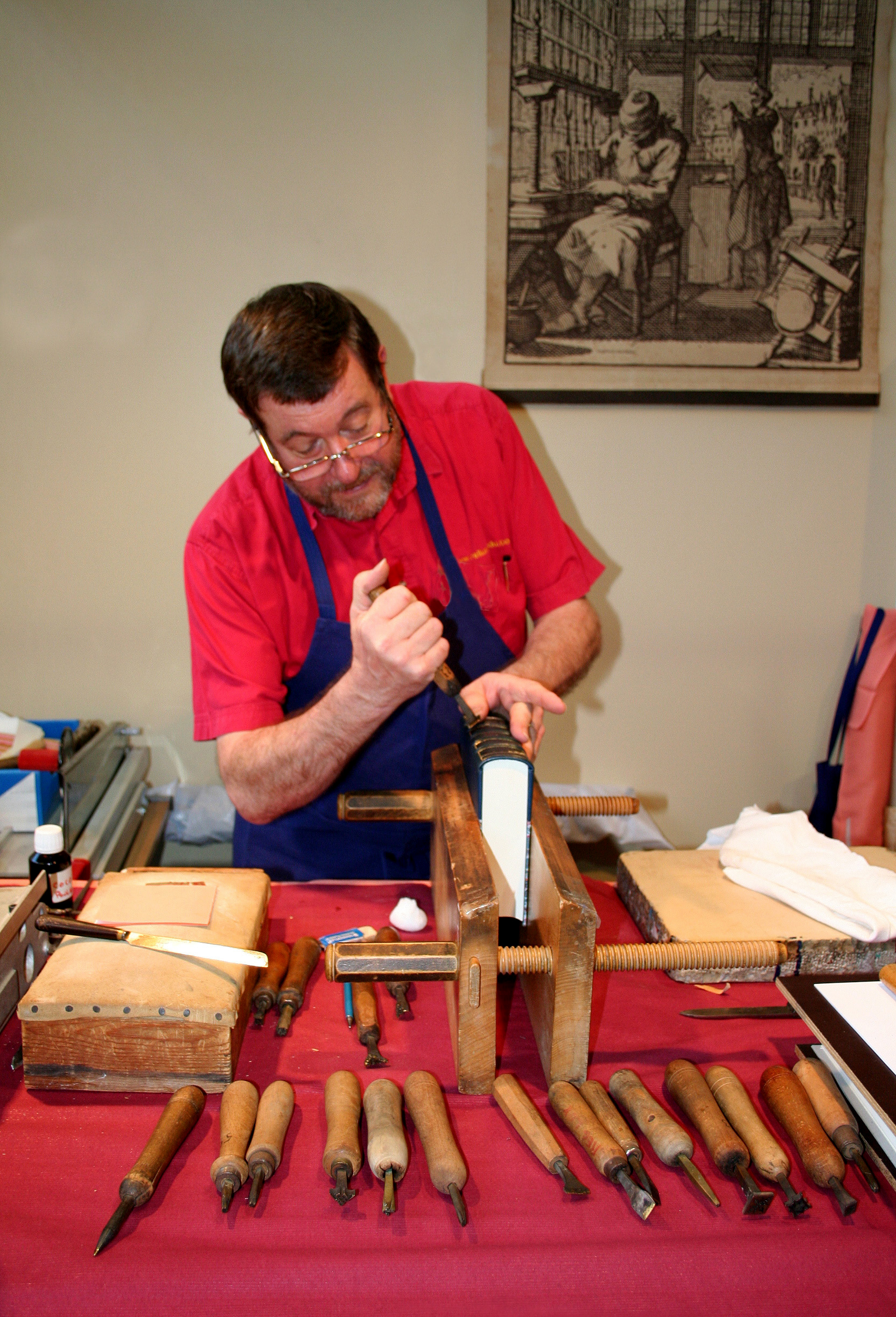
Demonstration einer Handvergoldung am Buchrücken

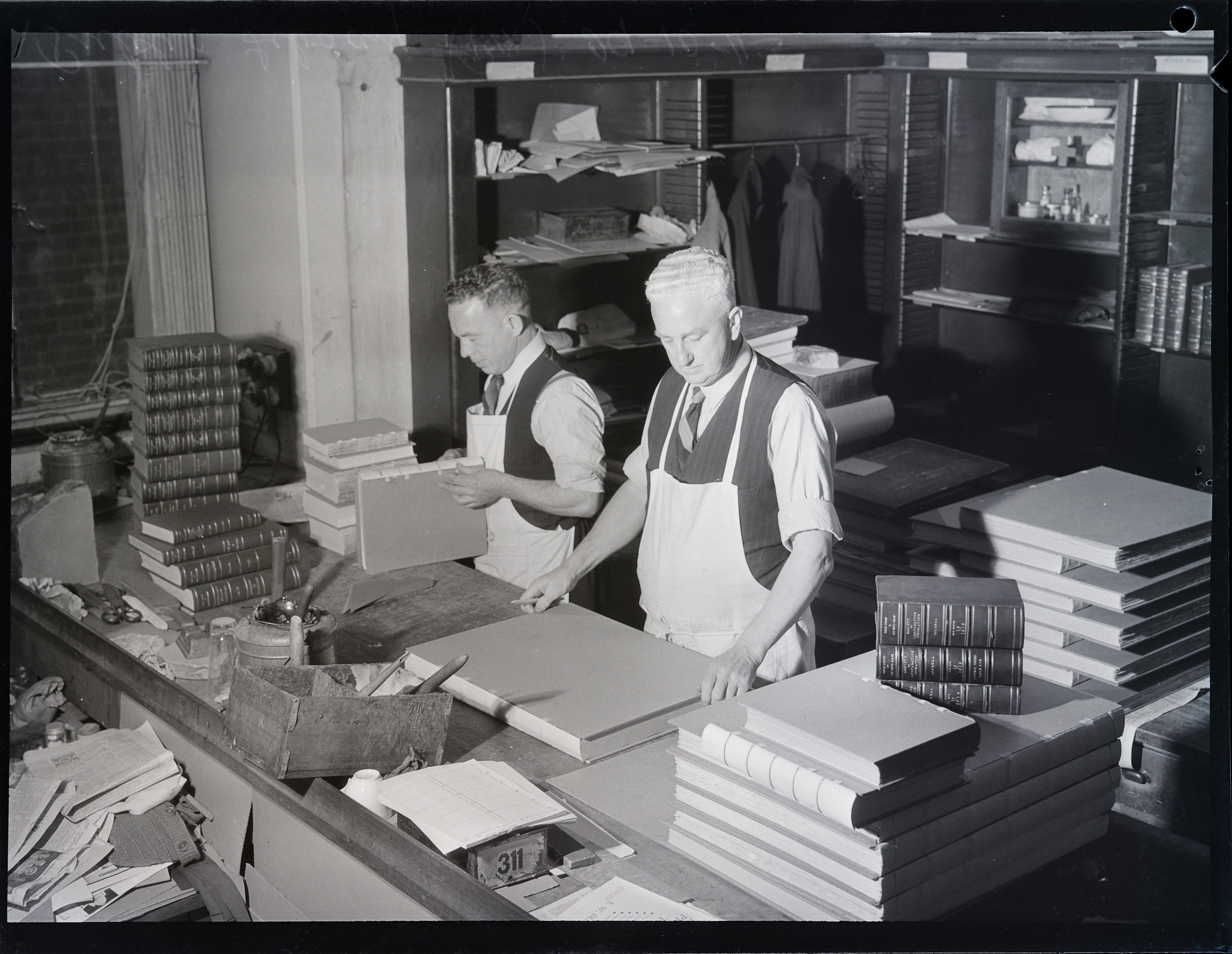
Sortimentsbuchbinderei

Auszubildende im Bereich Einzel- und Sonderfertigung sind in kleineren Werkstätten tätig. Neben Unikaten und Kleinstauflagen binden sie auch Zeitschriften oder Loseblattsammlungen zu Sammelbänden. Das Anfertigen von Mappen, Kassetten, Alben, das Schneiden von Passepartouts oder das Aufziehen von Postern und Bildern gehört ebenso zu ihren Aufgaben. Teilweise, besonders in Bibliothekswerkstätten, werden auch wenig umfangreiche Reparaturarbeiten erledigt. Die Arbeit in diesem Ausbildungsgang ist größtenteils Handarbeit, nur für einige Arbeitsschritte werden kleinere Maschinen zur Hilfe genommen. So tragen Einzel- und Sonderfertiger auch als einzige im heutigen Berufsfeld des Buchbinders noch die Tradition des von Hand dekorierten Einbands fort. In Einzelfällen wird sogar die Tradition des „wandernden Gesellen“ gepflegt, was aber durch die geringe Infrastruktur der Betriebe schwierig zu gestalten ist.
In den letzten Jahren stark an Bedeutung gewonnen hat die Restaurierung historischer Bucheinbände. Während es früher selbst in renommierten Bibliotheken üblich war, beschädigte Einbände alter Bücher einfach zu erneuern, wird heute meist Wert auf die Wiederherstellung der Originale gelegt. Daher dient eine handwerkliche Ausbildung als Buchbinder häufig zur Grundlage für eine Weiterqualifikation zum Restaurator.

#### Aktuelle Zahlen
Im Laufe der letzten Jahre ist die Zahl der aktiven Buchbinder stark zurückgegangen. Von 1999 bis 2005 beispielsweise sank die Gesamtzahl um 25 Prozent, von ungefähr 32.000 auf 24.000 Beschäftigte. Die Zahl der Auszubildenden dagegen schwankt von Jahr zu Jahr nur in geringem Ausmaß. Die Anzahl der Bewerber deckt sich dabei mehr oder weniger mit der der Ausbildungsstellen. Im Verhältnis überschreitet die Zahl der Arbeitnehmer in der maschinellen Fertigung die in den handwerklichen Betrieben bei weitem. Trotzdem gibt es gegenwärtig noch ca. 1.200 Handwerksbetriebe in Deutschland.

#### Neuordnung des Ausbildungsberufes
Im Jahr 2009 wurden Überlegungen angestellt, den Ausbildungsberuf neu zu ordnen. Zum einen sollte die Attraktivität des Ausbildungsberufes durch eine moderne Berufsbezeichnung gesteigert werden. Zum anderen gaben insbesondere Industriebetriebe, die in der Fachrichtung Buchfertigung (Serie) sowie Druckweiterverarbeitung (Serie) ausbildeten an, einen eigenständigen Ausbildungsberuf zu benötigen. Im Jahr 2010 wurden daher die Ausbildungsinhalte des Buchbinders aktualisiert. Das Berufsbild bleibt bestehen, wird aber ausschließlich in die Zuständigkeit der Handwerksordnung fallen. Für Industriebetriebe wird es einen neuen Ausbildungsberuf, den Medientechnologen Druckverarbeitung geben. Dieser neue Beruf ist zum 1. August 2011 in Kraft getreten.

### Österreich
Für den Lehrberuf Buchbinder ist in der Ausbildungsverordnung keine formal-explizite Spezialisierung vorgesehen. Die dreijährige Ausbildung erfolgt ebenfalls im dualen Ausbildungssystem an den entsprechenden Berufsschulen und bei gewerblichen und industriellen Lehrbetrieben. Nach dem Gesetz reicht als schulische Voraussetzung die Absolvierung der neunjährigen Schulpflicht.
Die Ausbildungsinhalte ähneln denen in Deutschland sehr. Österreichische Lehrlinge erlernen die Techniken und Abläufe in der Serien- bzw. Einzelanfertigung und bei der Restaurierung. Der jeweilige Arbeitsschwerpunkt des Lehrbetriebes (Kleinbetrieb, Druckerei, Zeitungsdruckerei) führt dann über die tägliche Berufspraxis doch zu einer Spezialisierung des Lehrlings.
Die Ausbildung wird mit der Lehrabschlussprüfung abgeschlossen. Diese ist die Voraussetzung für eine Weiterbildung zum Meister und für Fortbildungen im Bereich der Verfahrenstechnik und Restaurierung. Den Zugang zu Höherqualifizierungen an Universitäten und Fachhochschulen erlangt man durch Ablegung der Berufsmatura (Berufsreifeprüfung), die sich aus der Lehrabschlussprüfung und vier weiteren Prüfungen zusammensetzt.

### Schweiz
Die Ausbildung zum Buchbinder ist reglementiert. Seit der Einführung der neuen Bildungsverordnung im Jahr 2006 heißt das Berufsfeld (die Berufe) Printmedienverarbeiter. Es gibt drei Fachrichtungen mit vierjähriger Lehrzeit (Buchbinderei, Bindetechnologie, Versandtechnologie) und eine Fachrichtung mit einer dreijährigen Ausbildung (Druckausrüstung). Ab 2012 wird auch noch eine zweijährige Ausbildung zum Printmedienpraktiker angeboten. Die zweijährige Ausbildung soll in weiten Bereichen die bisherige Anlehre ablösen. Die Ausbildung wird mit dem Qualifikationsverfahren (früher Lehrabschlussprüfung) abgeschlossen.
Neben privaten Weiterbildungsschulen wie dem „Centro del bel libro ascona“ stehen den Printmedienverarbeitern höhere Fachprüfungen (Berufsprüfungen: Betriebsfachmann/-frau, Meister/-in), das Studium an einer Technikerschule (TGZ Zürich, TSM Bern) oder das Ingenieurstudium an der comem offen.

## Sonstiges (Deutschland)
Jährlich werden die Preise der Stiftung Buchkunst (u. a. des Börsenvereins des Deutschen Buchhandels) auf der Frankfurter Buchmesse im Oktober für handwerklich und künstlerisch ambitionierte Buchprodukte in zehn verschiedenen Kategorien von Gebrauchsbüchern vergeben. Die buchbinderische Verarbeitung ist dabei ein wesentliches Qualitätsmerkmal der Juroren. Die (undotierten, aber renommierten) Preise für „Die schönsten deutschen Bücher“ werden seit 1966 vergeben und bei der folgenden Buchmesse ausgestellt.
Im Jahr 2021 wurden das Buchbinderhandwerk in das Bundesweite Verzeichnis des Immateriellen Kulturerbes im Bereich „Traditionelle Handwerkstechniken“ aufgenommen.